# Cardiff
Cardiff ou, nas suas formas portuguesas, Cardife ou, mais raramente, Cardívio (em galês Caerdydd) é a capital e uma subdivisão administrativa autônoma, Principal Area (região dirigente), do País de Gales.
Cardiff é a capital mais nova da Europa. Foi declarada a capital do País de Gales o 20 de dezembro de 1955. Há um século era o porto mais ocupado de carvão no mundo. Hoje, as antigas docas têm sido transformadas em um complexo de restaurantes e atrações aos visitantes. Os museus, teatros e lojas proeminentes significam, o ano todo, diversão e entretenimento. Além disso, seus 330 parques e jardins colocam Cardiff entre as cidades mais verdes do Reino Unido. Em 2017, sediou a final da Champions League, o maior campeonato europeu de futebol.

## Clima
Como na grande maioria das localidades da Europa, o clima levemente frio também é predominante em Cardiff. É raro que os termômetros indiquem menos de -15°C e mais de 25°C.

## Geografia
O centro de Cardiff é relativamente plano e é delimitado por colinas nos arredores a leste, norte e oeste. Sua localização influenciou seu desenvolvimento como o maior porto de carvão do mundo, principalmente a proximidade e o fácil acesso aos campos de carvão dos vales do sul de Gales.
Cardiff é construído em um pântano recuperado em um leito de pedras triássicas; este pântano recuperado se estende de Chepstow até o estuário de Ely, que é o limite natural de Cardiff e do vale de Glamorgan.
As paisagens triássicas desta parte do mundo são geralmente rasas e baixas, consistentes com a planicidade do centro de Cardiff.
As rochas clássicas de marga, areia e conglomerados do Triássico são usadas predominantemente em Cardiff como materiais de construção. Muitas dessas rochas triássicas são arroxeadas, especialmente a marga costeira encontrada perto de Penarth. Uma das rochas triássicas usadas em Cardiff é "Radyr Stone", uma rocha que, como o próprio nome sugere, é extraída no distrito de Radyr.
Cardiff também importou alguns materiais para edifícios: foram utilizados arenitos devonianos (o antigo arenito vermelho) do Brecon Beacons. O mais famoso é que os edifícios do Cathays Park, o centro cívico no centro da cidade, são construídos em pedra de Portland de Dorset.
Uma pedra de construção amplamente usada em Cardiff é a rocha calcária cinza-amarelada do Vale of Glamorgan, incluindo a muito rara "Pedra Sutton", um conglomerado de calcário calcário e calcário carbonífero.

## Transportes

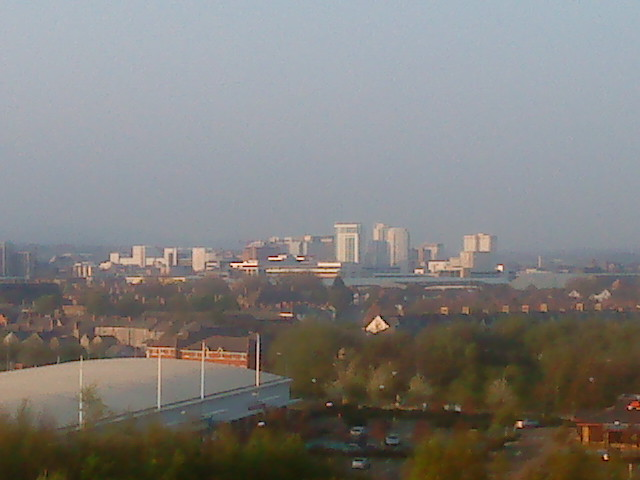
Vista do centro de Cardiff.

Cardiff é servida por seu próprio aeroporto internacional, com voos diretos e regulares dos destinos britânicos e europeus. O transporte público dentro da cidade conta com o nacional expresso, que opera muitos serviços luxuosos do ônibus a Cardiff das cidades de  todo o Reino Unido. Existem rotas dos metro-buses (ônibus /autocarros que levam às estações de trem/comboio) e contam com linhas que cobrem toda a cidade.
Os trens/comboios interCity de alta velocidade podem levá-lo a qualquer lugar de Cardiff. As estradas de ferro regionais operam os trens air-conditioned diretos de Birmingham, Manchester, Liverpool, Nottingham, Bristol, Southampton, Exeter, Torbay, Portsmouth e Bath até Cardiff.
É possível chegar a Cardiff também pelo mar. Para aqueles que viajam da Europa continental, há vastas opções de pontos de entrada ao Reino Unido, todos servidos por muitas companhias de balsa. Os 'Ferry Boats´ estão interligados por um sistema nacional de autoestradas, grandes rodovias, para fornecer o acesso rápido e fácil a Cardiff.[carece de fontes?]

## Pontos turísticos
- Castelo de Cardiff e Castell Coch (o Castelo Vermelho): Ambos os castelos são pontos turísticos muito famosos em Cardiff. Além disso, são marcos da arquitetura gótica do século XIX.
- Salão de St. David: Assistir aos concertos orquestrais, clássicos de rock e jazz no salão de St. David pode ser uma excelente opção de entretenimento musical.
- Cardiff Bay: Os edifícios Vitorianos situados na baía de Cardiff foram transformados em restaurantes finos, clubes e lojas de grife localizadas ao lado de um lago tornando o lugar agradável para passar tanto o dia como a noite.

## Economia
Como capital do País de Gales, Cardiff é o principal motor de crescimento da economia galesa. Embora a população de Cardiff seja cerca de 10% da população galesa, a economia de Cardiff representa quase 20% do PIB galês e 40% da força de trabalho da cidade são trabalhadores diários da área circundante do sul de Gales.
A indústria tem desempenhado um papel importante no desenvolvimento de Cardiff há muitos séculos. O principal catalisador para a transformação de uma cidade pequena em uma cidade grande foi a demanda por carvão necessário na fabricação de ferro e aço, trazidos ao mar por cavalos de carga de Merthyr Tydfil.
Isso foi alcançado pela construção de um canal de 40 km de Merthyr (510 pés acima do nível do mar) até o estuário de Taff, em Cardiff.

## Patrimônio
Em Cardiff, existem vários edifícios e construções notáveis que destacam a história do passado tradicional com a modernidade do presente e os edifícios do futuro. Estes últimos incluem o Millennium Stadium, o Red Brick Pierhead Building, o Wales Millennium Centre e a Assembléia Nacional do País de Gales. No entanto, possui numerosos edifícios de grande valor histórico, como o Castelo de Cardiff e a Catedral de Llandaff.

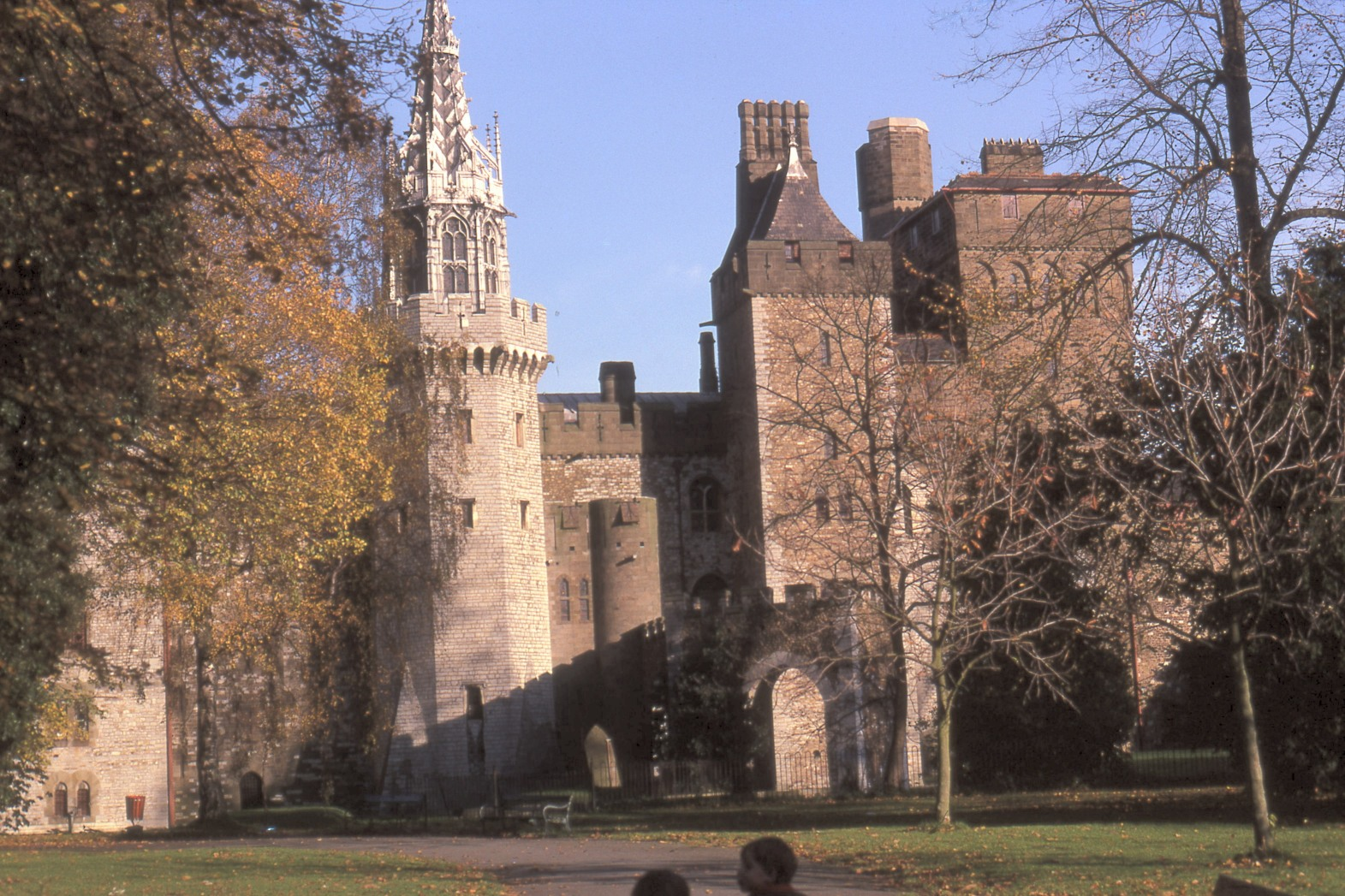
O castelo de Cardiff.

O centro da cidade antiga foi e é o coração da cidade, onde ainda existem sete galerias comerciais da era vitoriana. Em contraste, Cardiff Bay é o local de escolha do Bay Pointe, um complexo em construção de dez apartamentos modernos, que se orgulha de estar nele erguendo o edifício mais alto de todo o País de Gales.
O Castelo de Cardiff é a maior atração turística da cidade e está localizado no coração da metrópole, perto da área comercial da Queen Street e da St. Mary's Street. Foi construído em 1091 e renovado durante a era vitoriana pelo terceiro marquês de Bute, que, através do arquiteto William Burges, incorporou as torres neogóticas.

## Cultura

### Esportes

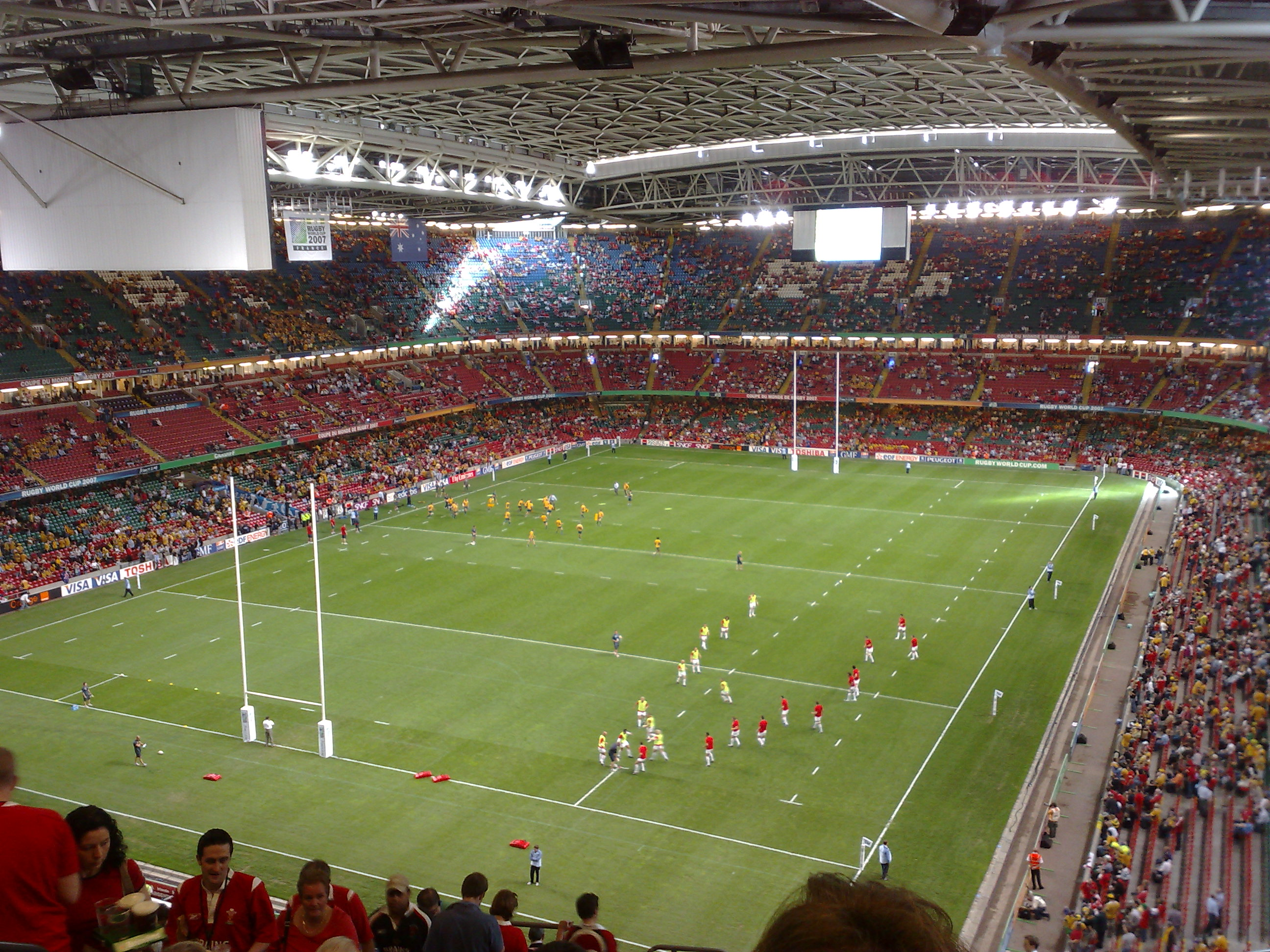
O Millennium Stadium é o maior estádio do País de Gales.

Os esportes mais populares de Cardiff são o rugby, o futebol e o cricket, a cidade abriga o time de rugby Cardiff Blues que disputa a Celtic League, o principal time de futebol é o Cardiff City FC.
Esportes organizados são realizados na cidade desde o início do século 19. Jogos esportivos nacionais em casa quase sempre são jogados na cidade. Todas as agências poliesportivas do País de Gales e muitos órgãos governamentais esportivos do país têm sua sede em Cardiff e os muitos locais de alta qualidade da cidade atraíram eventos esportivos mundialmente famosos, às vezes não relacionados a Cardiff ou ao País de Gales. 
Em Setembro de 2008, 61% dos residentes de Cardiff participaram regularmente de esportes e recreação ativa, a maior porcentagem de todas as 22 autoridades locais no País de Gales.

## Educação
Cardiff é o lar de quatro grandes instituições de ensino superior: Universidade de Cardiff, Universidade Metropolitana de Cardiff, Universidade de South Wales e o Royal Welsh College of Music & Drama.
A Universidade de Cardiff foi fundada por uma carta real em 1883, como a University College of South Wales e Monmouthshire, é membro do Russell Group das principais universidades lideradas por pesquisas, tendo a maior parte de seu campus em Cathays e no centro da cidade.

## Cidades-irmãs
As seguintes cidades e localidades são geminadas com Cardiff:
- Estugarda (Alemanha)
- Bergen (Noruega)
- Lugansk (Ucrânia)
- Nantes (França)
- Xiamen (China)